# Methylcyklopentan

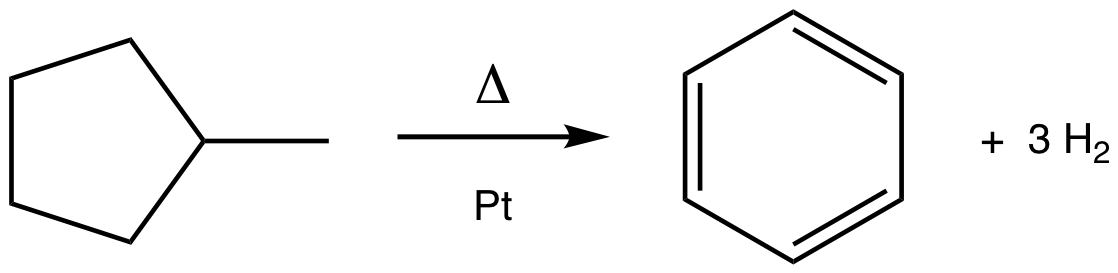
Přeměna methylcyklopentanu na benzen je příkladem aromatizační reakce, zde jde konkrétně o dehydroizomerizaci. Tato reakce, katalyzovaná platinou, se využívá při výrobě benzinu.

Methylcyklopentan je organická sloučenina se vzorcem CH3C5H9 patřící mezi cykloalkany; tato bezbarvá hořlavá kapalina je součástí naftenové frakce v rámci zpracování ropy; obvykle se získává ve směsi s cyklohexanem. Při reformování ropy se mění na benzen. Cyklické jádro methylcyklopentanu není zcela rovinné a zaujímá různé konformace, čímž se uvolňuje úhlové napětí.